# 三福星
三福星（さんふくせい）は、かつてプロダクション人力舎で活動していたお笑いトリオ。2010年1月31日解散。

## メンバー
- 池田 哲哉（いけだ てつや、1982年11月20日（42歳）[2] - ）（ツッコミ担当）

スクールJCA10期生。年齢は一番下だが、芸歴はほかの2人より1年先輩にあたる。
- 平井 邦明（ひらい くにあき、1976年2月22日（49歳） - ）（ボケ担当）

東京都江戸川区出身、B型。
スクールJCA11期生。年齢は一番上。
東京大学文学部美学芸術学専修課程を中退。
解散後は花輪と「ヒラヰトハナワ」というコンビを結成するも、2011年4月に解散となった。
2012年1月10日より、元ルーシーの木村直博と「ぼーなすとらっく」というコンビで活動していたが2015年10月31日に解散。芸能界引退後は「カネダ30000000」の名で会社員の兼業投資家として活動を継続している。（木村は2016年に元キラッキラーズ、ザ・マルチの豆山しんごとお笑いコンビ「まめのき」を結成）。
- 花輪 淳一（はなわ じゅんいち、1980年10月18日（44歳） - ）（ボケ担当／リーダー）

群馬県邑楽郡板倉町出身、B型。
スクールJCA11期生。ダンスが得意だった。
「三福星」「ヒラヰトハナワ」の解散以降、「花輪茶之介」名義で飴細工職人として活動を継続している。

## 概要
- キャッチコピーは「デブ、バカ、メガネの三人組。」（デブ＝池田、バカ＝花輪、メガネ＝平井。）
- ネタはコントのみ。三人のキャラクターを生かした安定力のあるネタをしていた。
- 池田は太っており、平井は中肉中背、花輪は痩せ型と三者三様の体型である。
- 元々は池田と平井ともう一人で「東京トライアングル」というトリオだったが、もう一人が脱退し花輪が加入した[4]。
- ツッコミ担当が推移しており、花輪（5年）→平井（1年）→池田（解散まで）となっていた。

## 出演番組

### テレビ
- 爆笑オンエアバトル （NHK総合）戦績2勝4敗 最高497KB
- エンタの神様（日本テレビ） - キャッチコピーは「瞬発のスロー☆スター」
- エンタの天使（日本テレビ） - キャッチコピーは「アンバランスなスリーピース」
- リンカーン（TBS） - 芸人タワーのコーナーに出演
- お笑いDynamite!（TBS） - キャッチコピーは「笑撃の重量挙げ」
- キング・サブ（テレビ静岡）
- あらびき団（TBS）
- ドランキュ!（テレビ静岡）
- 笑いの祭典 ゴールドステージ!!（日本テレビ）
- バカヂカラ（TOKYO MX、tvk）
- 白黒アンジャッシュ（千葉テレビ放送） - 解散後は池田がピンで準レギュラー出演。
- イツザイ（テレビ東京） - 2009年6月20日「インディーズ芸人オーディション」、キャッチコピーは「ニュータイプトリオ」

### 連載
- アメーバニュース『三福星の実験』